# イン・アメリカ/三つの小さな願いごと
『イン・アメリカ/三つの小さな願いごと』（In America）は、2003年のアイルランド映画。
アイルランドからニューヨークへ移住した一家の現実と再生の物語であり、監督ジム・シェリダンの半自伝的映画。トロント国際映画祭やサンダンス映画祭などで上映。
第76回アカデミー賞主演女優賞、助演男優賞、脚本賞にノミネート。

## キャスト
| サラ・サリヴァン       | サマンサ・モートン   | 山像かおり     | 魏涼子     |
| ジョニー・サリヴァン   | パディ・コンシダイン | 小山力也       | 山野井仁   |
| クリスティ・サリヴァン | サラ・ボルジャー     | 野々村のん     | かないみか |
| アリエル・サリヴァン   | エマ・ボルジャー     | こおろぎさとみ | 川田妙子   |
| マテオ                 | ジャイモン・フンスー | 小杉十郎太     | 大友龍三郎 |